# Lesly de Sa
Lesly de Sa (* 2. April 1993 in Mijdrecht, Niederlande) ist ein niederländisch-angolanischer Fußballspieler. Der Flügelstürmer steht seit 2013 bei Ajax Amsterdam in der Eredivisie unter Vertrag.

## Karriere

### A-Jugend bei Ajax Amsterdam
Ab der A-Jugend spielte Lesly de Sa für Ajax Amsterdam. Er spielte in der A-Jugend-Liga in den Niederlanden 12 Spiele, alle von Beginn an, und erzielte 4 Tore.

### Profikarriere

#### Ajax Amsterdam
Zu Beginn der Saison 2013/14 erhielt Lesly de Sa einen Profivertrag bei Ajax Amsterdam. Seitdem lief er mehrmals für die erste und zweite Mannschaft auf.
| Personendaten    | Personendaten                               |
| ---------------- | ------------------------------------------- |
| NAME             | Sa, Lesly de                                |
| KURZBESCHREIBUNG | niederländisch-angolanischer Fußballspieler |
| GEBURTSDATUM     | 2. April 1993                               |
| GEBURTSORT       | Mijdrecht, Niederlande                      |